# Sharp Valley
Sharp Valley är en dal i Antarktis. Den ligger i Västantarktis. Argentina, Chile och Storbritannien gör anspråk på området.